# Sherlock
Sherlock é uma série de televisão britânica de drama policial baseada nas histórias do detetive Sherlock Holmes escritas por Arthur Conan Doyle. Criada por Steven Moffat e Mark Gatiss, foi estrelado por Benedict Cumberbatch como Sherlock Holmes e Martin Freeman como o Dr. Watson. Sendo exibida desde 25 de julho de 2010, já foram produzidos treze episódios para série, transmitidos em quatro temporadas de três episódios cada, além de um especial exibido no início de 2016.
Sherlock é uma coprodução entre a British Broadcasting Corporation (BBC) e a WGBH Boston para sua série antológica Masterpiece exibida na Public Broadcasting Service (PBS), com Sue Vertue e Elaine Cameron da Hartswood Films servindo como produtores. A série é filmada principalmente em Cardiff, País de Gales, além de North Gower Street em Londres, que é usada para gravações no exterior da casa de Holmes e Watson na 221B Baker Street.
Sherlock Holmes retrata um "detetive consultor" que auxilia a Polícia Metropolitana de Londres, principalmente Greg Lestrade (Rupert Graves), na resolução de vários crimes. Holmes é assistido pelo seu colega de apartamento, Dr. John Watson, que voltou do serviço militar no Afeganistão. Embora a série descreve uma variedade de crimes e criminosos, o conflito de Holmes com seu nêmesis Jim Moriarty (Andrew Scott) é um recurso recorrente. A patologista Molly Hooper (Louise Brealey) auxilia o detetive em seu laboratório. Outros papéis recorrentes incluem Una Stubbs como Sra. Hudson, a proprietária do apartamento onde os protagonistas moram, Vinette Robinson como a sargento Sally Donovan e Mark Gatiss como o irmão de Sherlock, Mycroft Holmes.
Sherlock recebeu aclamação da crítica, com muitos comentários elogiando a qualidade do roteiro, atuações e direção. A série recebeu indicações para vários prêmios, incluindo Emmys, BAFTAs e um Globo de Ouro, tendo ganhado em várias categorias. A terceira temporada se tornou a série de drama mais vista do Reino Unido desde 2010. O programa também foi vendido para mais de 200 territórios. Todas as temporadas foram lançadas em DVD e Blu-ray, juntamente com os contos originais de Conan Doyle e a trilha sonora composta por David Arnold e Michael Price.

## Enredo
Sherlock mostra a história do detetive Sherlock Holmes (Benedict Cumberbatch) resolvendo vários mistérios na Londres contemporânea. Holmes é ajudado pelo seu amigo Dr. John Watson, um médico que retorna à Inglaterra depois de servir como médico no exército britânico na Guerra do Afeganistão. Apesar de no início o inspector Lestrade da Polícia Metropolitana de Londres, assim como outros, inicialmente duvidarem de Holmes, seu excelente intelecto e suas habilidades de observação e dedução persuadem todos do seu valor. Com as suas aventuras sendo documentadas no blog de Watson, Holmes se torna uma celebridade relutante e seus casos, assim como sua vida excêntrica, são mostrados na imprensa. Tanto pessoas comuns como o governo pedem a sua ajuda.
A série retrata uma série de criminosos, incluindo o arqui inimigo de Sherlock, Jim Moriarty. Molly Hooper (Louise Brealey), uma patologista do St Bartholomew's Hospital ocasionamente ajuda Holmes nos casos.

## Produção

### Concepção e desenvolvimento

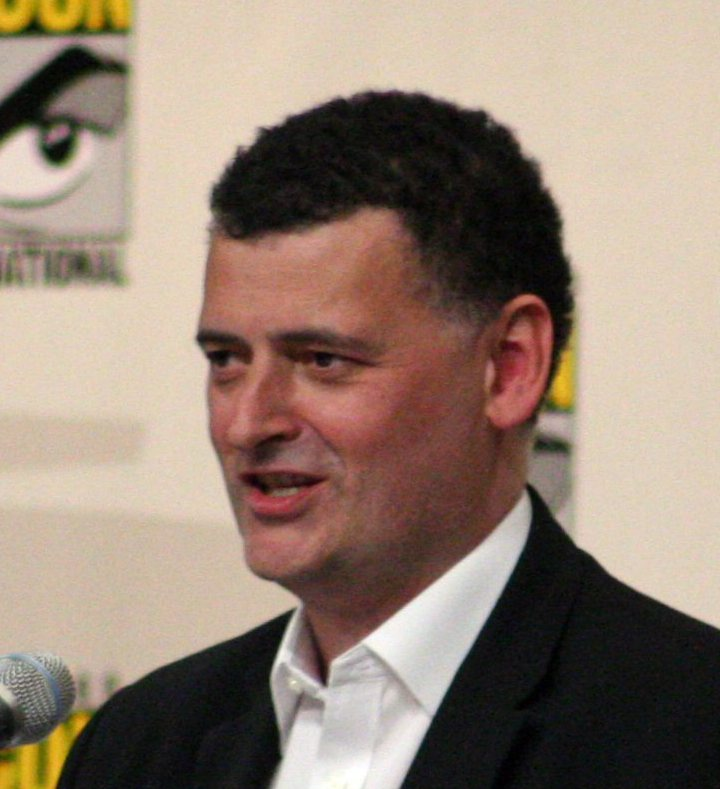
Steven Moffat

Steven Moffat e Mark Gatiss, ambos grandes fãs de Sherlock Holmes, já tinham adaptado obras da literatura vitoriana à televisão quando começaram a pensar num conceito para uma série sobre o famoso detetive. Moffat adaptou o romance The Strange Case of Dr. Jekyll and Mr. Hyde para a série Jekyll e Gatiss escreveu o episódio The Uniquiet Dead da série Doctor Who que, para além de conter vários elementos dos romances de Charles Dickens, o próprio autor é uma das personagens. Steve Moffat e Mark Gatiss, ambos argumentistas na série Doctor Who, discutiram os planos para uma adaptação de Sherlock Holmes durante as várias viagens de comboio para Cardiff, cidade onde a série Doctor Who é produzida. Quando se encontravam em Monte Carlo para uma cerimónia de entrega de prémios, a esposa de Steven Moffat, a produtora Sue Vertue, encorajou o marido e o amigo a desenvolverem o projeto antes que outra equipe tivesse a mesma ideia. Moffat e Gatiss convidaram Steve Thompson para escrever para a série em setembro de 2008.
Mark Gatiss criticou algumas das adaptações mais recentes das histórias de Sir Arthur Conan Doyle, dizendo que estas eram "demasiado reverentes e lentas" e que tinham como objetivo serem tão irreverentes ao cânone como os filmes dos anos 1930 e 1940 com Basil Rathbone. O Sherlock Holmes de Benedict Cumberbatch usa tecnologias modernas tais como SMS's, internet e GPS para resolver crimes. Paul McGuigan, que realizou dois episódios de Sherlock, diz que isto é fiel à personagem de Conan Doyle uma vez que "nos livros, ele usava todas as engenhocas possíveis e estava sempre no laboratório a fazer experiências. Isto não passa de uma versão moderna disso. Ele usa ferramentas que estão disponíveis hoje em dia para descobrir coisas".

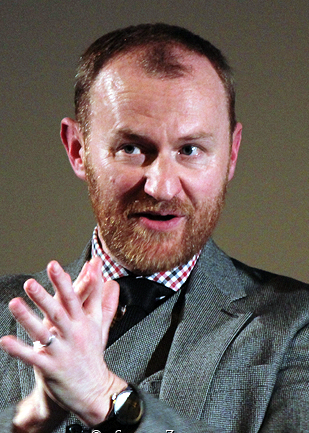
Mark Gatiss

Esta atualização mantém alguns dos elementos tradicionais das histórias, tais como a morada em Baker Street e o arqui-inimigo de Holmes, Moriarty. Apesar de alguns dos acontecimentos dos livros serem transferidos para os dias de hoje, os elementos do cânone estão incorporados na história. Por exemplo, a personagem de Martin Freeman, o Dr. Watson, regressa do serviço militar no Afeganistão. Ao discutir o facto de o Dr. Watson original ter ficado inválido na Segunda Guerra Anglo-Afegã (1878-1880), Gatiss apercebeu-se de que "agora estamos a viver a mesma guerra. A mesma guerra impossível de vencer".
Foi anunciado que seria produzido um episódio de 60 minutos de Sherlock no Edinburgh International Television Festival em agosto de 2008 e esse episódio seria transmitido no final de 2009. A intenção era produzir uma série de seis episódios de 60 minutos se o episódio piloto tivesse sucesso. Porém, a primeira versão do piloto que, segundo o jornal The Guardian, terá custado 800 000 libras, deu origem a rumores na BBC e noutros meios de comunicação de que Sherlock poderia ser um desastre. A BBC decidiu não transmitir o piloto e pediu que este voltasse a ser filmado, mudando a sua encomenda para três episódios de 90 minutos. O episódio piloto original foi incluído no DVD da primeira série. Durante o comentário-áudio, a equipa criativa disse que a BBC tinha ficado "bastante satisfeita" com o piloto, mas pediu que o formato fosse mudado. Quando o piloto foi lançado no DVD, o crítico Mark Lawson notou que o episódio que acabou por ser transmitido foi "aumentado e reescrito de forma substancial e foi completamente re-imaginado no seu aspeto, ritmo e som". Em julho de 2009, o departamento de drama da BBC anunciou que tinha planos para produzir três episódios de 90 minutos que seriam transmitidos em 2010. Steven Moffat tinha anunciado anteriormente que, se fosse encomendada uma série de Sherlock, este assumiria o papel de produtor executivo para que se pudesse concentrar na produção de Doctor Who.

### Personagens

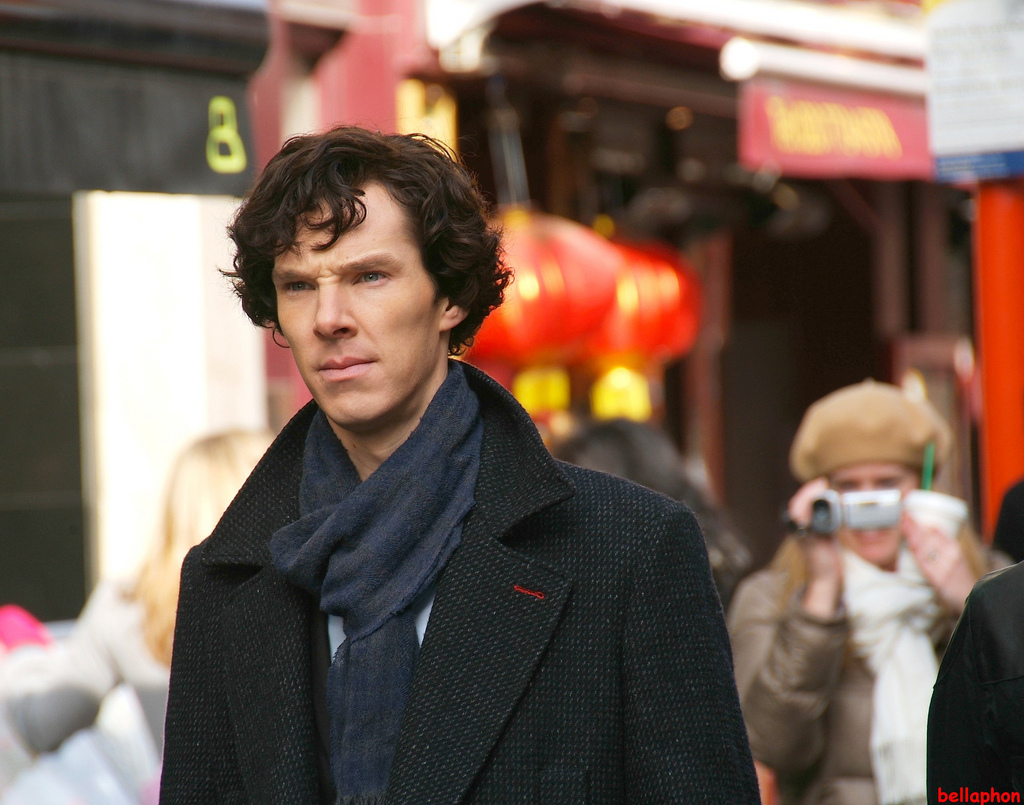
Benedict Cumberbatch no papel de Sherlock Holmes

Steven Moffat e Sue Vertue ficaram interessados em Benedict Cumberbatch depois de o verem no filme Atonement. O ator foi escolhido para o papel de Sherlock Holmes depois de ler o guião para a equipe criativa. O jornal The Guardian disse: "Benedict Cumberbatch é conhecido por representar homens bizarros e brilhantes muito bem, e o seu Holmes é frio, um amante de tecnologia e tem alguns traços da Síndrome de Asperger". Cumberbatch disse: "Quando estou a interpretar, sinto uma carga de energia devido ao volume de palavras que tenho na cabeça e à velocidade de pensamento que me obriga a conectar as coisas muito depressa. Ele está sempre à frente da audiência e de toda a gente com um intelecto normal que o rodeia. Essas pessoas não conseguem perceber onde é que ele está a ir". Piers Wenger, o chefe do departamento de drama da BBC Wales, descreveu o Sherlock Holmes da série como "um super-herói dinâmico num mundo moderno, um investigador arrogante e genial motivado pelo desejo de provar que é mais esperto do que o criminoso e a polícia e toda a gente, na verdade". Em consequência da mudança nas atitudes da sociedade e dos regulamentos de transmissão, o Sherlock Holmes de Cumberbatch usa adesivos de nicotina em vez de fumar um cachimbo. Os argumentistas eram da opinião que Sherlock Holmes devia falar como "uma pessoa completamente moderna", disse Steven Moffat, mas a intenção inicial era que "nunca parecesse que ele estava a dar uma aula". Porém, Steven Moffat tornou a personagem "mais vitoriana" na segunda temporada de forma a aproveitar a "bela voz" de Benedict Cumberbatch e para parecer que "ele está a dar uma aula".
Numa entrevista ao The Observer, o cocriador Mark Gatiss disse que tiveram mais dificuldade a encontrar o ator certo para o papel de Dr. John Watson do que para a personagem principal. A produtora Sue Vertue disse: "O Benedict foi a única pessoa que vimos para [o papel de] Sherlock...assim que conseguimos o Benedict, a única coisa que nos restava fazer era garantir que encontrávamos a química certa com o John [Watson] e acho que conseguimos isso, mal eles entram numa sala conseguimos ver que eles resultam juntos. Vários atores fizeram a audição para o papel de Watson e Martin Freeman foi o escolhido para o papel. Steven Moffat disse que Matt Smith foi o primeiro ator que fez a audição para o papel, sem sucesso. Foi rejeitado por ser demasiado "excêntrico" e os produtores queriam alguém mais "sério" para o papel de Watson. Pouco tempo depois, Steven Moffat escolheu Matt Smith para o papel de 11º Doutor em Doctor Who.

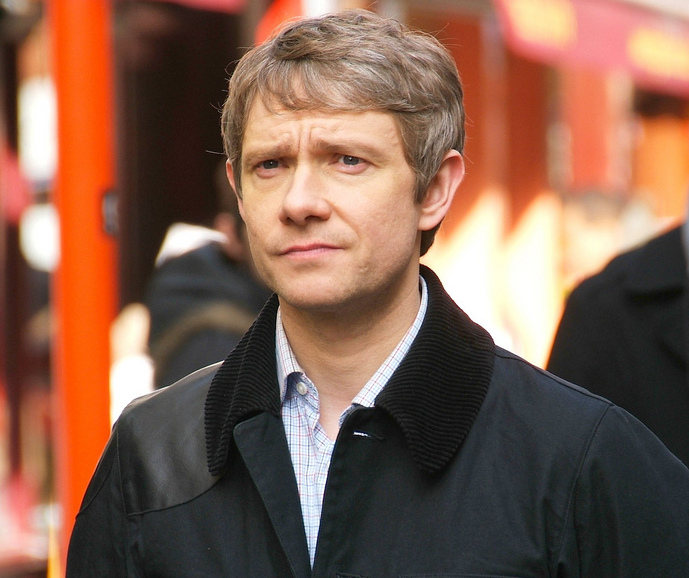
Martin Freeman no papel de

Os escritores disseram que a escolha de Martin Freeman desenvolveu a forma como Benedict Cumberbatch interpreta Sherlock Holmes. O tema da "amizade" era apelativo tanto para Mark Gatiss como para Steven Moffat. Gatiss afirmou a importância de alcançar o tom correto da personagem. "O Watson não é um idiota, apesar de ser verdade que Conan Doyle sempre o menosprezou", disse Gatiss. "Mas só um idiota é que se rodeia de outros idiotas". Moffat disse que Freeman é "uma espécie de oposto do Benedict em tudo, menos na quantidade de talento...O Martin encontra uma espécie de poesia no homem comum. Adoro o realismo fastidioso de tudo o que ele faz". Martin Freeman descreve a sua personagem como a "bússola moral" de Sherlock porque a personagem epônima nem sempre tem em consideração a moralidade e a ética das suas ações".
Rupert Graves foi o escolhido para o papel de Greg Lestrade. Os argumentistas referiam-se à personagem como "Inspetor Lestrade" durante a fase de desenvolvimento até Mark Gatiss se aperceber que atualmente a personagem teria o título de "Detetive Inspetor" no Reino Unido. Moffat e Gatiss sublinham que Lestrade não aparece com frequência nas histórias e é bastante inconsistente nelas. Eles decidiram escolher a versão que surge em The Adventure of the Six Napoleons: um homem que fica frustrado com Holmes, mas que o admira e que Holmes considera a melhor pessoa na Scotland Yard. No episódio The Hounds of Baskerville é revelado que o primeiro nome de Lestrade é Greg.
Andrew Scott surgiu como Jim Moriarty pela primeira vez no episódio The Great Game. Moffat disse: "Já sabíamos o que queríamos fazer com o Moriarty desde o início. Normalmente o Moriarty é um vilão bastante aborrecido e chique, por isso achámos que o melhor era fazê-lo verdadeiramente assustador. Alguém que é um autêntico psicopata". A ideia original de Moffat e Gatiss não era de inserir uma confrontação entre Moriarty e Sherlock nos primeiros três episódios, mas depois aperceberam-se de que "tínhamos mesmo de fazer uma versão da cena de The Final Problem onde estes dois arqui-inimigos se conhecem".
O restante elenco regular é composto por Una Stubbs, no papel de Sra. Hudson e pelo cocriador Mark Gatiss, no papel de Mycroft Holmes, o irmão mais velho de Sherlock. Vinette Robinson, Jonathan Aris e Louise Brealey desempenham os papéis recorrentes da Sargento Sally Donovan, Anderson e Molly Hooper, respetivamente.
A série conta ainda com as participações especiais de Phil Davis no papel de Jeff, Paul Chequer no papel de Dimmock, Zoe Telford no papel de Sarah, Gemma Chan no papel de Soo Lin Yao, John Sessions no papel de Kenny Prince, Haydn Gwynne no papel de Miss Wenceslas, Deborah Moore no papel de uma das vítimas de Moriarty e Peter Davison fez a narração no planetário. O primeiro episódio da segunda temporada, A Scandal in Belgravia, contou com Lara Pulver no papel de Irene Adler, no segundo The Hounds of Baskerville, Russel Tovey fez o papel de Henry Knight. No último episódio da segunda temporada, o papel de Max Bruhl foi interpretado por Edward Holtom.

### Elenco
O elenco de Sherlock é composto por dois atores principais que participam de todos os episódios, e uma série de outros personagens recorrentes que aparecem durante a temporada.
| Ator/Atriz           | Personagem      |
| -------------------- | --------------- |
| Benedict Cumberbatch | Sherlock Holmes |
| Martin Freeman       | John Watson     |
| Mark Gatiss          | Mycroft Holmes  |
| Rupert Graves        | Greg Lestrade   |
| Andrew Scott         | Jim Moriarty    |
| Una Stubbs           | Sra. Hudson     |
| Vinette Robinson     | Sally Donovan   |
| Louise Brealey       | Molly Hooper    |
| Jonathan Aris        | Anderson        |
| Lara Pulver          | Irene Adler     |
| Amanda Abbington     | Mary Morstan    |

### Filmagens
A série foi produzida pela Hartswood Films para a BBC Wales e a BBC Worldwide contribuiu com alguns fundos. A empresa Masterpiece, financiada pela PBS, também é coprodutora da série. As filmagens do episódio piloto que acabou por não ser exibido, escrito por Steven Moffat e realizado por Coky Giedroyc, começaram em janeiro de 2009. As filmagens da primeira temporada começaram em janeiro de 2010. Paul McGuian realizou o primeiro e o terceiro episódio e Euros Lyn realizou o segundo. Os três episódios da primeira temporada foram filmados na ordem reversa da sua transmissão.
Mark Gatiss afirma que a equipe queria "fazer da Londres moderna um fetiche, da mesma forma que os livros o faziam com a Londres Vitoriana". A produção tem a sua base na unidade de produção da Hartswood Films em Cardiff, a Hartswood Films West, inaugurada no final de 2009 para tirar proveito da "aldeia do drama" da BBC na Baía de Cardiff. As filmagens das duas primeiras temporadas da série ocorreram nos Upper Boat Studios, onde a série Doctor Who foi filmada. Era mais económico filmar em Cardiff do que em Londres e a cidade oferece alguns locais que se assemelham bastante à capital do Reino Unido. Porém, era impossível imitar alguns dos pormenores arquitectónicos, pelo que foi necessário filmar parte da série em Londres. Quando é necessário filmar cenas exteriores na morada de Sherlock Holmes em 221B Baker Street, a equipa usa o número 187 em North Gower Street. Era impossível filmar no verdadeiro endereço das histórias de Sir Arthur Conan Doyle devido ao trânsito intenso e à grande quantidade de locais que exibem o nome "Sherlock Holmes" que teriam de ser escondidas. A produtora executiva Beryl Vertue explicou que era importante criar o apartamento de Sherlock de forma a que fosse moderno, mas ao mesmo tempo refletisse a sua excentricidade. Segundo ela, Sherlock não podia viver nos subúrbios nem num local demasiado moderno.

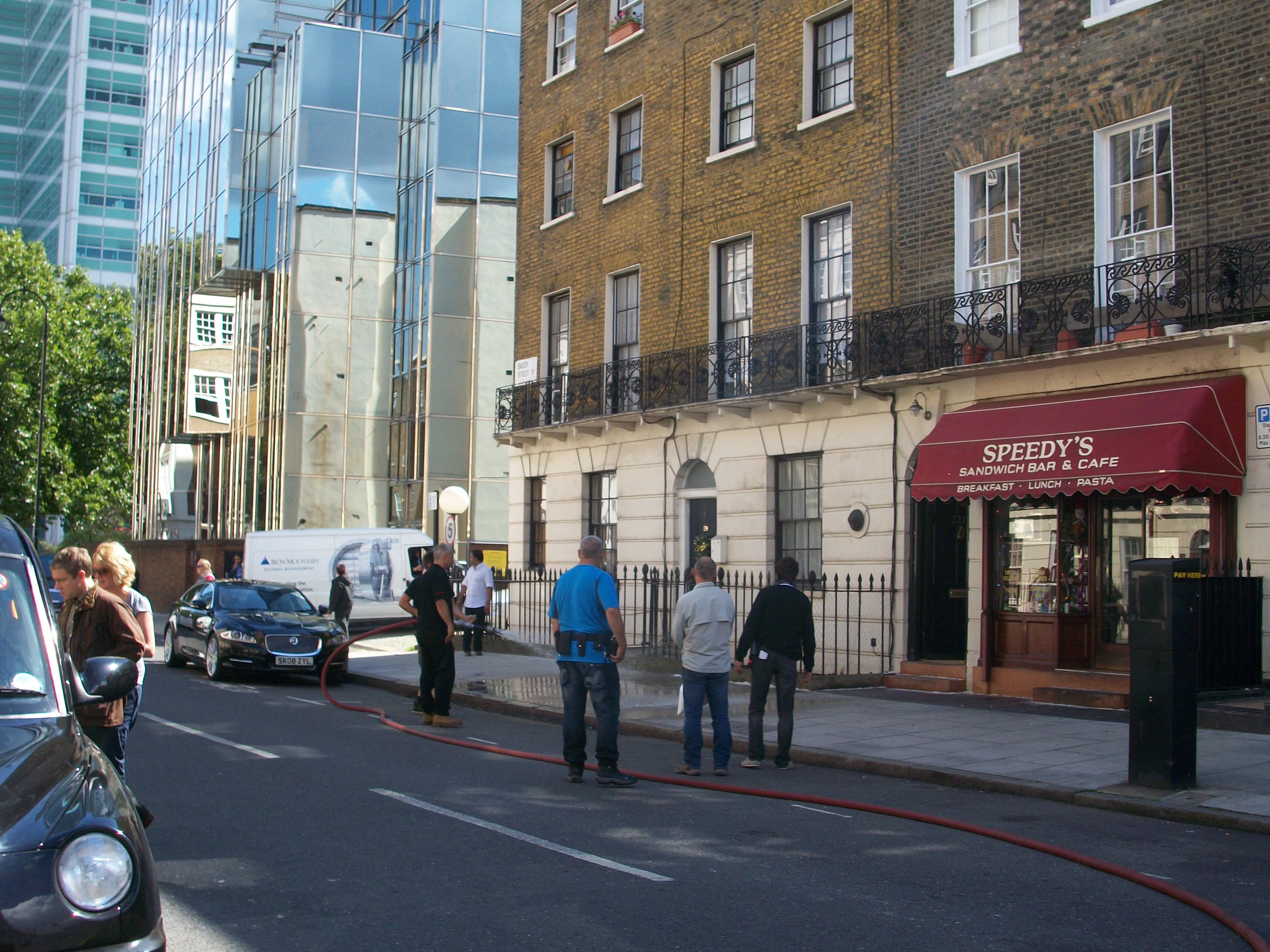
North Gower Street, em Londres. Local de filmagens da série Sherlock

O guarda-roupa do episódio piloto foi criado por Ray Holman, vencedor de um BAFTA. Benedict Cumberbatch usa um sobretudo que custou 1000 libras da Belstaff em todos os episódios da série. Sarah Arthur, a figurinista da série, explicou como chegou ao visual do detetive. "O Holmes não é o tipo de pessoa que se interessa por moda, por isso optei por roupas clássicas com pormenores modernos: calças justas e casacos de dois botões justos. Também optei por camisas slim e um sobretudo esvoaçante para as cenas de ação que se integra muito bem com a linha do horizonte de Londres".
Os argumentistas afirmam que não queriam que a modernidade da história parecesse forçada. Houve alguns desafios a nível criativo, nomeadamente a decisão de incluir a placa a dizer "221B" na porta de Holmes. Mark Gatiss e Steven Moffat refletiram sobre o facto de atualmente as portas mostrarem apenas o número da casa e que todos os apartamentos terem campainhas. Porém, o número completo da casa é tão icónico que os dois não o conseguiram alterar. Os argumentistas também decidiram que as personagens principais se tratariam pelos respetivos primeiros nomes, em vez dos tradicionais Holmes e Watson. Isso refletiu-se no título da série. O realizador Paul McGuigan teve a ideia de exibir as SMS's no ecrã em vez de filmar as personagens a vê-las nos seus telemóveis.
Os produtores Steve Moffat e Mark Gatiss tiveram dificuldades para juntar os atores principais para a segunda temporada. Benedict Cumberbatch e Martin Freeman entraram no filme The Hobbit: An Unexpected Journey (Benedict com a voz do Dragão) de 2012 e Steven Moffat manteve a sua função de argumentista principal na série Doctor Who. O The Guardian concluiu que, de forma a compensar os largos meses que passaram entre a transmissão da primeira e da segunda temporada, os três episódios transmitidos no início de 2012 baseiam-se nas histórias mais conhecidas de Sir Arthur Conan Doyle (A Scandal in Bohemia, The Hound of the Baskervilles e The Final Problem). Mark Gatiss afirmou que se tinha falado de usar estas histórias ao longo de três anos, mas Steven Moffat disse que eles se recusaram a "adiar o prazer". A relação entre Holmes e Watson desenvolveu-se durante a segunda temporada, tendo Watson ficado cada vez menos impressionado com as capacidades dedutivas de Sherlock Holmes. John Watson foi o detetive principal no segundo episódio, The Hounds of Baskerville. O elenco e a equipa técnica estavam mais confiantes na segunda temporada devido às reações positivas que o público e a crítica tiveram na primeira temporada.

### Música
O tema do genérico e a música incidental foi composta por David Arnold e Michael Price. Os dois músicos trabalharam com os produtores de forma a "criar com um tema e personagem centrais" para a série e depois descobriram qual "seria o som que iria definir esta série", afirma David Arnold. Parte da banda sonora foi criada através de sintetizadores, mas as faixas usadas para a série foram gravadas com músicos reais para, de acordo com David Arnold, "dar vida" à música. De igual modo, Michael Price diz que os músicos podem adaptar a sua performance de acordo com a reação que têm a ver cenas da série.

## Episódios
| Temporada | Temporada | Episódios | Episódios | Originalmente exibido | Originalmente exibido |
| Temporada | Temporada | Episódios | Episódios | Estreia da temporada  | Final da temporada    |
| --------- | --------- | --------- | --------- | --------------------- | --------------------- |
|           | 1         | 3         | 3         | 25 de julho de 2010   | 8 de agosto de 2010   |
|           | 2         | 3         | 3         | 1 de janeiro de 2012  | 15 de janeiro de 2012 |
|           | 3         | 4         | 3         | 1 de janeiro de 2014  | 12 de janeiro de 2014 |
|           | 3         | 4         | 1         | 1 de janeiro de 2016  | 1 de janeiro de 2016  |
|           | 4         | 3         | 3         | 1 de janeiro de 2017  | 22 de janeiro de 2017 |

Foram produzidas três temporadas com três episódios cada uma da série Sherlock. A primeira temporada foi transmitida em julho e agosto de 2010 na BBC, tendo estreado mais tarde, em outubro de 2010, no Public Broadcasting Service (PBS) nos Estados Unidos. A segunda temporada, também de três episódios, estreou no Reino Unido em janeiro de 2012 e nos Estados Unidos em maio do mesmo ano. Em Portugal, a série é transmitida pelo canal AXN no cabo e pela RTP2 em canal aberto. No AXN, a primeira temporada estreou a 7 de setembro de 2011, enquanto que a segunda foi transmitida entre 24 de abril e 8 de maio de 2013. A RTP2 transmitiu apenas a primeira temporada entre 26 de dezembro de 2010 e 8 de janeiro de 2011. No Brasil estreou no dia 29 de abril de 2016, sendo exibido no horário nobre na TV Cultura.
Um mini-episódio, Many Happy Returns, prequela da terceira temporada, foi transmitido no Reino Unido em 25 de dezembro de 2013 pela BBC One.
O primeiro episódio da terceira temporada, The Empty Hearse, foi transmitido em 1 de janeiro e o segundo, The Sign of Three, em 5 de janeiro, ambos de 2014. O terceiro episódio, His Last Vow, será transmitido em 2 de fevereiro de 2014.
A terceira temporada estreia no Brasil em 13 de janeiro de 2014 pelo canal pago BBC HD.
A série já foi vendida a mais de 180 países.

### 1.ª temporada (2010)
O primeiro episódio, A Study in Pink, adaptado a partir do primeiro romance de Sherlock Holmes A Study in Scarlet, foi escrito por Steven Moffat e realizado por Paul McGuigan. Este episódio mostra a apresentação de Holmes a Watson e como os dois começaram a partilhar um apartamento em Baker Street em Londres. A sua primeira investigação em conjunto leva-os a seguir uma série de mortes que inicialmente têm as características de suicídios, mas, mais tarde chegam à conclusão de que se trata de o trabalho de um assassino em série. Este episódio foi transmitido pela BBC e BBC HD a 25 de julho de 2010.
O segundo episódio The Blind Banker, foi transmitido a 1 de agosto de 2010. Foi escrito por Stephen Thompson e realizado por Euros Lyn. Neste episódio, Holmes é contratado por um velho amigo para investigar um assalto misterioso a um banco no centro financeiro de Londres. Depois de algumas mortes onde o assassino apanhou as suas vítimas em circunstâncias semelhantes, Holmes acaba por ligar os assassínios a um gang chinês.
A primeira série terminou com The Great Game, que foi transmitido a 8 de agosto de 2010. O episódio marca a estreia da personagem Jim Moriarty na série. O arqui-inimigo de Holmes obriga o detetive a resolver uma série de casos que, aparentemente, não têm qualquer ligação entre si. Se não o fizer, Moriarty ameaça matar dezenas de pessoas em Londres através de bombas que coloca em alguns habitantes da cidade. O episódio foi escrito por Mark Gatiss e realizado, mais uma vez, por Paul McGuigan. The Great Game termina com um suspense no qual Sherlock ameaça fazer explodir uma bomba removida de John Watson momentos antes e, assim, matar Moriarty, ele próprio e Watson.

### 2.ª temporada (2012)

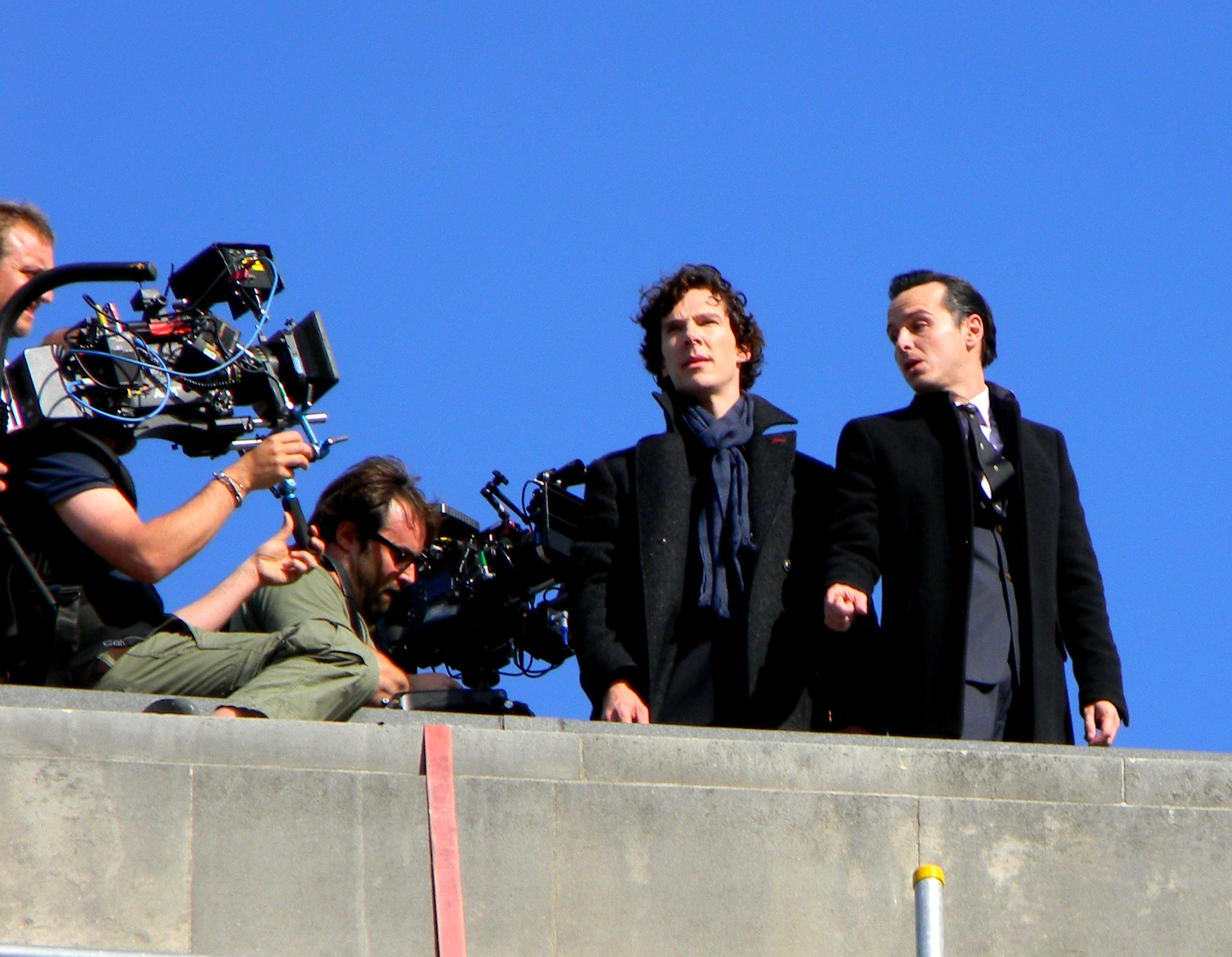
Benedict Cumberbatch (Holmes) e Andrew Scott (Moriarty) nas filmagens de The Reichenbach Fall.

Após as boas audiências que o primeiro episódio da série A Study in Pink teve, a BBC estava ansiosa por produzir mais episódios. A 10 de agosto de 2010, 2 dias após o final da primeira temporada, confirmou-se que Sherlock tinha sido renovada para uma segunda temporada. Na convenção Kapow! de 2011, Mark Gatiss confirmou quais seriam as histórias que seriam adaptadas e que os argumentistas da primeira temporada escreveriam um episódio cada um na segunda temporada. Gatiss reconheceu que A Scandal in Bohemia, The Hound of the Baskervilles e The Final Problem são algumas das histórias mais conhecidas de Sherlock Holmes. Ele explicou: "Sabíamos que depois do sucesso que tivemos da primeira vez que o mais natural seria adaptar três das histórias mais famosas". "Existe a questão de como vamos sair do suspense do final do episódio anterior e quais serão os temas das três histórias, onde queríamos chegar com e como será a relação entre Sherlock e John mais à frente. Não podemos voltar à cantiga do 'Tu não tens sentimentos', 'Não quero saber'. Temos de seguir para algum sítio e certificar-nos que as outras personagens também têm uma espécie de jornada". Paul McGuian realizou os dois primeiros episódios, A Scandal in Belgravia e The Hounds of Baskerville, e o realizador de Doctor Who, Toby Haynes, realizou o último, The Reichenbach Fall. Estava planejado transmitir a segunda temporada de três episódios de 90 minutos no final de 2011, mas tal foi adiado para o início de janeiro de 2012.
A Scandal in Belgravia, escrito por Steven Moffat e dirigido por Paul McGuigan, foi ao ar pela primeira vez no dia 1 de Janeiro de 2012. Livremente baseado em A Scandal in Bohemia, o episódio narra a saga de Holmes para retomar fotos comprometedoras de um menor da Realeza Britânica localizadas na câmara do celular de Irene Adler (Lara Pulver), uma implacável e brilhante dominatrix que também negocia informações confidenciais extraídas de seus ricos e poderosos clientes.
Mark Gatiss escreveu The Hounds of Baskerville, que investiga as atividades estranhas numa base militar. Gatiss estava ciente de que The Hound of the Baskervilles, publicado em 1902, é um dos romances mais famosos de Sir Arthur Conan Doyle e, por isso, sentiu-se mais responsável por incluir elementos familiares da história no episódio do que nas restantes adaptações feitas na série. Russel Tovey faz o papel de Henry Knight, um homem que viu o pai ser desfeito por um cão gigante em Dartmoor vinte anos antes. Paul McGuigan foi o realizador e o episódio foi transmitido a 8 de janeiro de 2012.
A segunda temporada terminou com The Reichenbach Fall. Steve Thompson foi o argumentista e Toby Haynes, que já tinha trabalhado com Steven Moffat em vários dos seus episódios de Doctor Who, foi o realizador. O episódio foi transmitido a 15 de janeiro de 2012 e segue o plano de Moriarty para descredibilizar e matar Sherlock Holmes, terminando com o detetive a fingir o seu suicídio enquanto Watson o observa. Este último episódio baseia-se na história The Final Problem, na qual se presume que Sherlock e Moriarty morrem na sequência de uma queda nas cataratas de Reichenbach na Suíça. Steven Moffat acha que ele e o cocriador Mark Gatiss foram melhores do que Sir Arthur Conan Doyle na sua versão da queda de Holmes e disse ainda que havia "uma pista que ninguém apanhou" na muito falada sequência da queda de Holmes.

### 3.ª temporada (2014)
Depois do último episódio da segunda temporada, Steven Moffat e Mark Gatiss anunciaram no Twitter que a BBC tinha encomendado uma terceira temporada ao mesmo tempo da segunda e que uma parte da resolução de The Reichenbach Fall foi filmada durante a segunda temporada. As filmagens da terceira temporada deveriam ter começado em janeiro de 2013, mas devido ás agendas preenchidas dos envolvidos, foram adiadas para março de 2013. Martin Freeman disse numa entrevista que as filmagens iriam começar no dia 18 de março. Mark Gatiss confirmou que vai escrever o primeiro episódio da terceira temporada e que este seria adaptado a partir da história The Adventure of the Empty House, na qual Conan Doyle revelou que Holmes tinha fingido a sua morte. Mark Gatiss diz que Watson vai reagir de forma bastante diferente da história original quando Holmes regressar. "Sempre achei muito pouco provável que a única reação do Watson fosse desmaiar em vez de, por exemplo, dizer uma boa dose de palavrões", disse Gatiss. Steven Moffat e Stephen Thompson vão voltar a escrever os restantes episódios.
Moffat espera abordar o facto de eventualmente Watson ir viver separado de Holmes, apesar de não ter a certeza se Watson irá se casar nesta adaptação. Steven Moffat também quer usar outros vilões e adversários das histórias de Sir Arthur Conan Doyle. Sem revelar se Moriarty fingiu ou não a sua própria morte no final da segunda temporada, Steven Moffat deixou a sugestão de que Moriarty não irá ter um grande papel no futuro de Sherlock.
Steven Moffat e Mark Gatiss anunciaram três palavras que estão relacionadas com o que irá acontecer na terceira temporada: "ratazana, casamento e laço". Em agosto de 2012, no Edinburgh International Television Festival, Steven Moffat disse que estas palavras "podem ser enganadoras, não são títulos e são apenas uma amostra ou talvez pistas, mas podem ter sido anunciadas para vos levar a pensar que são pistas". Os títulos dos primeiros dois episódios já foram revelados: The Empty Hearse, escrito por Mark Gatiss e The Sign of Three, escrito por Stephen Thompson.
A agenda de Benedict Cumberbatch e de Martin Freeman obrigou a que o último episódio fosse filmado algumas semanas após a filmagem dos dois primeiros episódios.
Um mini-episódio, Many Happy Returns, prequela da terceira temporada, foi transmitido no Reino Unido em 25 de dezembro de 2013 pela BBC One.
O primeiro episódio da terceira temporada, The Empty Hearse, foi transmitido em 1 de janeiro, o segundo, The Sign of Three, em 5 de janeiro e o terceiro episódio, His Last Vow, foi transmitido em 12 de janeiro de 2014.

### Especial (2016)
[[Imagem::Una Stubbs, filming Sherlock (2015).jpg|miniaturadaimagem|Una Stubbs (Srª Hudson) filmando o Especial em fevereiro de 2015]]

Una Stubbs (Srª Hudson) filmando o Especial em fevereiro de 2015

Em 2 de julho de 2014, foi anunciado que haveria um episódio especial transmitido entre a terceira e a quarta temporada. As filmagens começaram em 5 de janeiro de 2015 e terminaram em 10 de fevereiro de 2015. Moffat confirmou que o episódio estaria ambientado na Londres vitoriana, dizendo: "O especial é a sua própria coisa. Nós não teríamos feito a história que estamos fazendo, e da forma como nós estamos fazendo isso, se não tivéssemos este especial. Não é parte da série. Eu queria fazer isso, mas tinha que ser um especial, que tinha de ser uma entidade separada por conta própria. Em sua própria pequena bolha".
Em outubro de 2015, o título do episódio foi anunciado como "The Abominable Bride". Foi transmitido em 1º de janeiro de 2016 no canal BBC às 21:00 horário local do Reino Unido e pela PBS nos EUA. O episódio foi transmitido simultaneamente nos cinemas britânicos e foi exibido também em cinemas selecionados em todo os EUA nos dias 5 e 6 de janeiro de 2016.

### 4.ª temporada (2017)
O produtor executivo da série, Steven Moffat, revelou durante uma coletiva de imprensa após o BAFTA TV Awards, que o quarto ano do popular drama protagonizado por Benedict Cumberbatch e Martin Freeman só começa a ser gravado em meados de 2016, durante a primavera do hemisfério norte. O Produtor disse em entrevista que a temporada será uma “reviravolta emocional”. Segundo ele: 
“Há respostas a caminho para perguntas que ninguém fez. Tem uma coisa que ninguém trouxe à tona ainda."Apesar de não dizer qual o conteúdo desta pergunta, ele ainda disse que a temporada 4 terá bastante consequências:
"É sobre consequências. As galinhas sobem no poleiro. É de certa forma obscura, mas obviamente ainda é bastante divertida, do jeito Sherlock Holmes de ser. Mas há um certo teor de 'coisas que voltam para assombrar' no ar."
Tanto Benedict Cumberbatch quanto Martin Freeman estão com as agendas bastante apertadas, com projetos que vão de Doutor Estranho a Capitão América: Guerra Civil. Por isso, faz sentido que Sherlock seja atrasada por um ano. Todas as temporadas anteriores tiveram um intervalo exato de 2 anos entre elas. Seguindo a tradição, a quarta deveria estrear em 2016. Mas é provável que ela só retorne no início de 2017. No dia 6 de dezembro, a BBC anunciou que Sherlock voltará a ser exibida no dia 1º de janeiro de 2017 no Reino Unido, com o episódio intitulado "The Six Thatchers".

### Crítica
A série foi aclamada pela crítica nas suas temporadas. A primeira temporada conseguiu 85 pontos em 100 no site Metacritic com base em 17 críticas, enquanto que a segunda temporada conseguiu 91 pontos com base em 24 críticas. O The Observer disse que a série era "uma mistura entre Withnail and I e The Bourne Ultimatum, e existe ainda uma pequena dose de Doctor Who, o que não surpreende uma vez que foi criada e escrita pelos argumentistas de Doctor Who, Mark Gatiss e Steven Moffat". Dan Martin do The Guardian disse: "Ainda está no início, mas o primeiro dos três filmes de 90 minutos, A Study in Pink, é prometedor de uma forma brilhante. Tem a delicadeza de Spooks, mas é Sherlock Holmes sem qualquer tipo de dúvida. As cenas de dedução são engenhosas e o enredo é complexo ao estilo clássico de Steven Moffat". Tom Sutcliffe do The Independent escreveu: "Sherlock é um triunfo, sagaz e inteligente, sem nunca diminuir o gosto e o deslumbre do original. Compreende que a essência de Sherlock Holmes não está no enredo, mas sim no carisma...Ainda que seja infiel de forma flagrante ao original em alguns aspetos, Sherlock é maravilhosamente leal em todos os aspetos que contam". Os atores principais também foram alvo de louvor. A crítica Victoria Thorpe disse: "O Watson fidedigno e competente de Martin Freeman liberta este Holmes moderno, um homem que agora se descreve a si mesmo como 'um sociopata altamente funcional'". Depois da estreia do primeiro episódio da segunda temporada, Sarah Crompton do The Daily Telegraph, afirma que "Cumberbatch é completamente credível no papel de um homem que vive no seu cerebelo e dá muito pouca importância ao mundo exterior, o que faz com que Sherlock tenha a representação perfeita do Holmes do nosso tempo".
Os fãs de Sir Arthur Conan Doyle também se mostraram favoráveis à série. De acordo com Gwilym Mumford do The Guardian, "isto deve-se ao facto de Steven Moffat e Mark Gatiss possuírem um enorme conhecimento do trabalho de Conan Doyle e de a sua adaptação incorporar todas as adaptações ao grande e ao pequeno ecrã anteriores e as histórias originais. Tal como diz Mark Gatiss: 'Está tudo ligado ao cânone'". Sarah Crompton, do The Daily Telegraph, identifica algumas das piadas e alusões que são destinadas aos fãs. Quando comentava o último episódio da segunda temporada, The Reichenbach Fall, Sam Wollaston do The Guardian louvou o facto de a série se manter fiel a Conan Doyle enquanto que ao mesmo tempo "vagueia e pega em telemóveis e em computadores...Mas não ficamos com a sensação de que estamos a ser enganados; é mais uma relação aberta acordada por ambas as partes".

### Audiências
A segunda temporada teve mais audiências do que a primeira. De acordo com os dados fornecidos pelo Broadcasters' Audience Research Board (BARB), o episódios com mais audiência da primeira temporada de Sherlock foi A Study in Pink com 7,5 milhões de espectadores, enquanto que a segunda temporada teve uma média de 8 milhões de espectadores. Os três episódios da segunda temporada foram o programa mais visto no iPlayer, o serviço de video-on-demand da BBC entre janeiro e abril de 2012. O primeiro episódio, A Scandal in Belgravia, criou alguma controvérsia de acordo com o Daily Mail que noticiou que a cena em que Irene Adler aparece nua não tinha agradado a alguns espectadores uma vez que foi transmitida antes das 21:00, hora a partir da qual é permitido exibir conteúdos mais apropriados a adultos. Alguns críticos também não gostaram da forma como Steven Moffat tratou Irene Adler, dizendo que ela foi feita uma espécie de objeto sexual, um argumento que foi rejeitado por muitos, incluindo o próprio Steven Moffat. A cena do último episódio, The Reichenbach Fall, em que Sherlock finge o seu suicídio ao saltar do telhado do St. Bartholomew's Hospital levou a muita especulação em fóruns, nas redes sociais e em artigos nos jornais.

### Prémios e nomeações
Sherlock foi nomeado e venceu dezenas de prémios, sendo os mais importantes uma nomeação para os Globos de Ouro na categoria de Melhor Ator numa Mini-Série ou Telefilme para Benedict Cumberbatch; um total de 9 nomeações para os Emmy's incluindo para as categorias de Melhor Mini-Série ou Telefilme, Melhor Ator nume Mini-Série ou Telefilme (Benedict Cumberbatch), Melhor Ator Secundário numa Mini-Série ou Filme (Martin Freeman), para além de nomeações nas categorias de realização, escrita, efeitos especiais e banda sonora. A série foi ainda nomeada para 8 Emmy's criativos em 2012. Sherlock foi nomeada em 4 categorias dos prémios BAFTA TV Awards em 2011: Melhor Série Dramática, Melhor Ator Secundário (Martin Freeman), Prémio Youtube do Público e Melhor Ator (Benedict Cumberbatch), tendo vencido nas duas primeiras categorias. No ano seguinte, foi novamente nomeada para 4 categorias: Prémio Youtube do Público, Melhor Ator (Benedict Cumberbatch) e Melhor Ator Secundário (Martin Freeman e Andrew Scott), desta vez apenas Andrew Scott levou para casa um prémio. Nos Critics' Choice Television Awards, a série foi nomeada para 3 categorias em 2012: Melhor Telefilme ou Mini-Série, Melhor Ator num Telefilme ou Mini-Série(Benedict Cumberbatch) e Melhor Atriz num Telefilme ou Mini-Série (Lara Pulver) e venceu as duas primeiras categorias.